# یان یانسن (ژیمناست)
یان یانسن (ژیمناست) (به انگلیسی: Jan Janssen (gymnast)) (زادهٔ ۶ دسامبر ۱۸۸۵ - درگذشته ۲۴ مه ۱۹۵۳) ژیمناست اهل کشور هلند بود.